# Touché Amoré
Touché Amoré là một ban nhạc post-hardcore người Mỹ từ Burbank, California thành lập năm 2007. Ban nhạc gồm Jeremy Bolm (vocal), Clayton Stevens và Nick Steinhardt (guitar), Tyler Kirby (bass) và Elliot Babin (trống). Họ đã phát hành ba album phòng thu và ba EP (đĩa mở rộng). Album đầu tay ...To the Beat of a Dead Horse phát hành năm 2009 và album thứ hai Parting the Sea Between Brightness and Me năm 2011 và album thứ ba Is Survived By năm 2013.
Touché Amoré có phần lời bài hát đậm tính tự sự, do kết hợp những ảnh hưởng từ Converge, Raein, La Quiete và Pg.99 và là một phần của làn sóng screamo revival. Touché Amoré cũng được xem là một phần của một nhóm post-hardcore tự gọi mình là "The Wave", cùng với Defeater, La Dispute, Make Do and Mend và Pianos Become the Teeth.

## Thành viên

### Hiện tại
- Jeremy Bolm – vocals (2007–nay)
- Clayton Stevens – guitar (2007–nay)
- Nick Steinhardt – bass (2007–2010), guitar (2010–nay)
- Elliot Babin – trống (2009–nay)
- Tyler Kirby – bass (2010–nay)

### Trước đây
- Jeremy Zsupnik – trống (2007–2009)
- Tyson White – guitar (2007–2010)

## Đĩa nhạc

### Album phòng thu
- ...To the Beat of a Dead Horse (2009, 6131)[7]
- Parting the Sea Between Brightness and Me (2011, Deathwish)[8]
- Is Survived By (2013, Deathwish)

### EP
- Demo (2008, No Sleep)
- Searching for a Pulse/The Worth of the World (với La Dispute) (2010, No Sleep)
- Touché Amoré / Make Do and Mend (với Make Do and Mend) (2010, 6131/Panic)
- Live at WERS (2010, Condolences)
- Live on BBC Radio 1 (2012, Deathwish)
- Touché Amoré / The Casket Lottery (với The Casket Lottery) (2012, No Sleep)[9]
- Touché Amoré / Pianos Become the Teeth (với Pianos Become the Teeth) (2013, Deathwish/Topshelf)
- Touché Amoré / Title Fight (với Title Fight) (2013, Sea Legs)[10]
- Live on BBC Radio 1: Vol 2 (2014, Deathwish)
- Self Love (split with Self Defense Family) (2015, Deathwish)

### Vdieo album nhạc
- "Home Away from Here" (2011)
- "Pathfinder" (2011)
- "Gravity, Metaphorically" (2013)[11]
- "Harbor" (2013)